# Кожухарь, Семён Тимофеевич
Семён Тимофеевич Кожухарь (1 мая 1904 — 28 января 1995) советский хозяйственный, государственный и политический деятель.

## Биография
Родился в 1904 году в Большой Сербуловке. Член КПСС с 1931 года.
С 1929 года — на хозяйственной, общественной и политической работе. В 1929—1960 гг. — комсомолец, в Григориопольском райкоме КП(б), в аппарате ЦК КП(б)М, участник Великой Отечественной войны, заведующий отделом агитпропа Кишинёвского укома КПМ, заведующий отделом школ и учебных заведений ЦК КП Молдавской ССР, первый секретарь Кишинёвского горкома КП Молдавской ССР, первый секретарь Кишинёвского окружкома КП Молдавской ССР, в аппарате ЦК КПМ, председатель Верховного Совета Молдавской ССР, председатель Бендерского горисполкома.
Избирался депутатом Верховного Совета Молдавской ССР 2-го, 3-го, 4-го и 5-го созывов.
Умер в Кишинёве после 1985 года.